# Carlos Fuentes
Pour les articles homonymes, voir Fuentes.

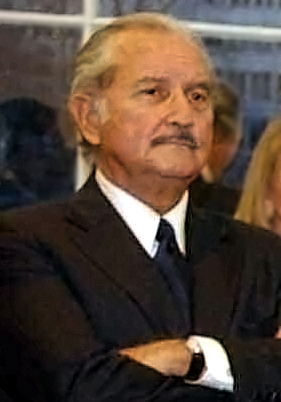
Fuentes en 2002.

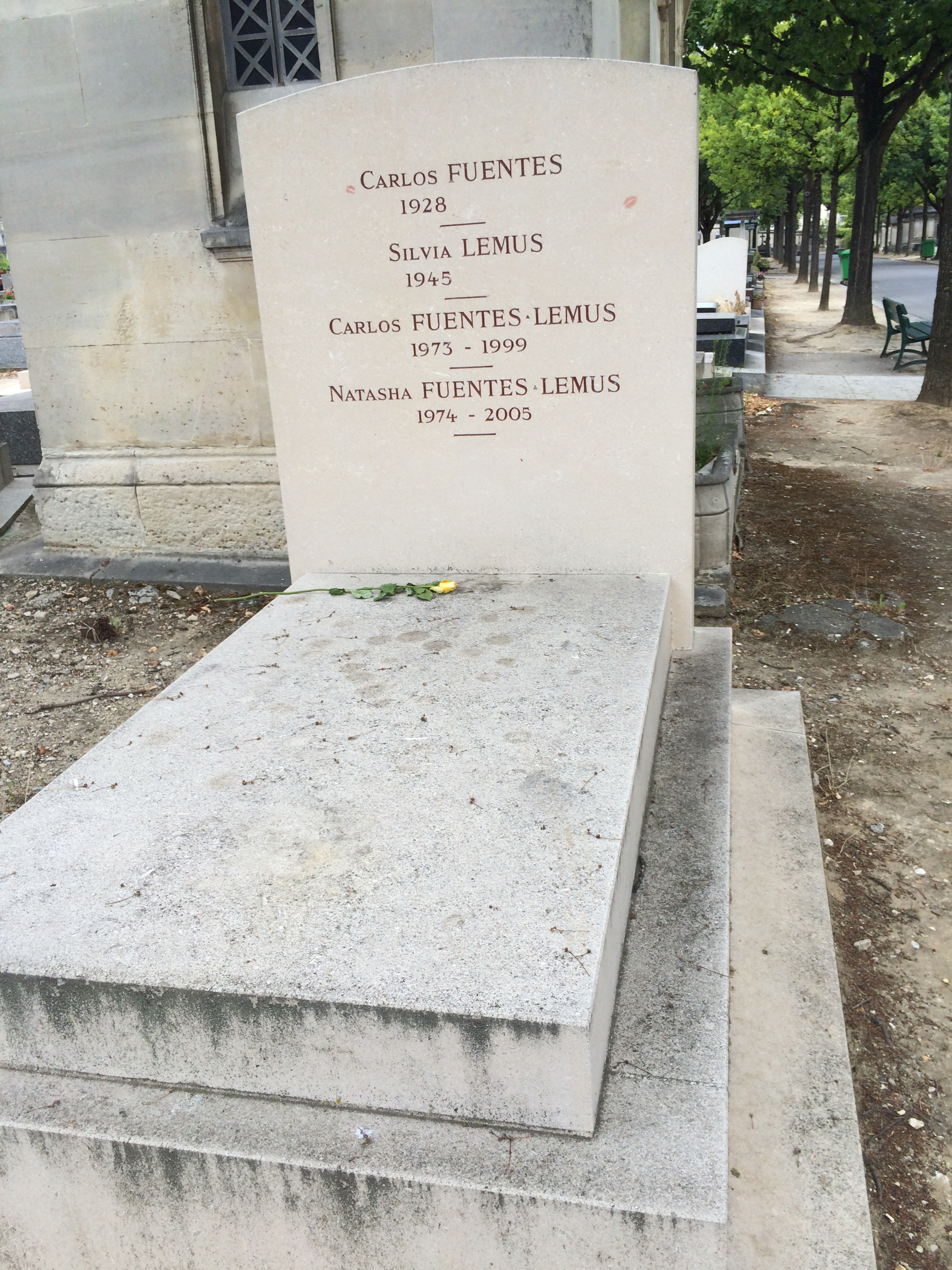
Sépulture de Carlos Fuentes au cimetière du Montparnasse à Paris.

Carlos Fuentes Macías, né le 11 novembre 1928 à Panama et mort le 15 mai 2012 à Mexico, est un écrivain et essayiste mexicain.

## Jeunesse
Carlos Fuentes Macías naît au Panama, mais est de nationalité mexicaine. Ses parents sont diplomates d'origine mexicaine. Il partage son enfance entre Quito, Montevideo, Rio de Janeiro, Washington, Santiago du Chili et Buenos Aires. Adolescent, il retourne vivre au Mexique où il fait des études de droit à l'université de Mexico. Il les poursuit à l'Institut de hautes études internationales et du développement de Genève.
Il est le père de l'artiste Carlos Fuentes Lemus.

## Carrière

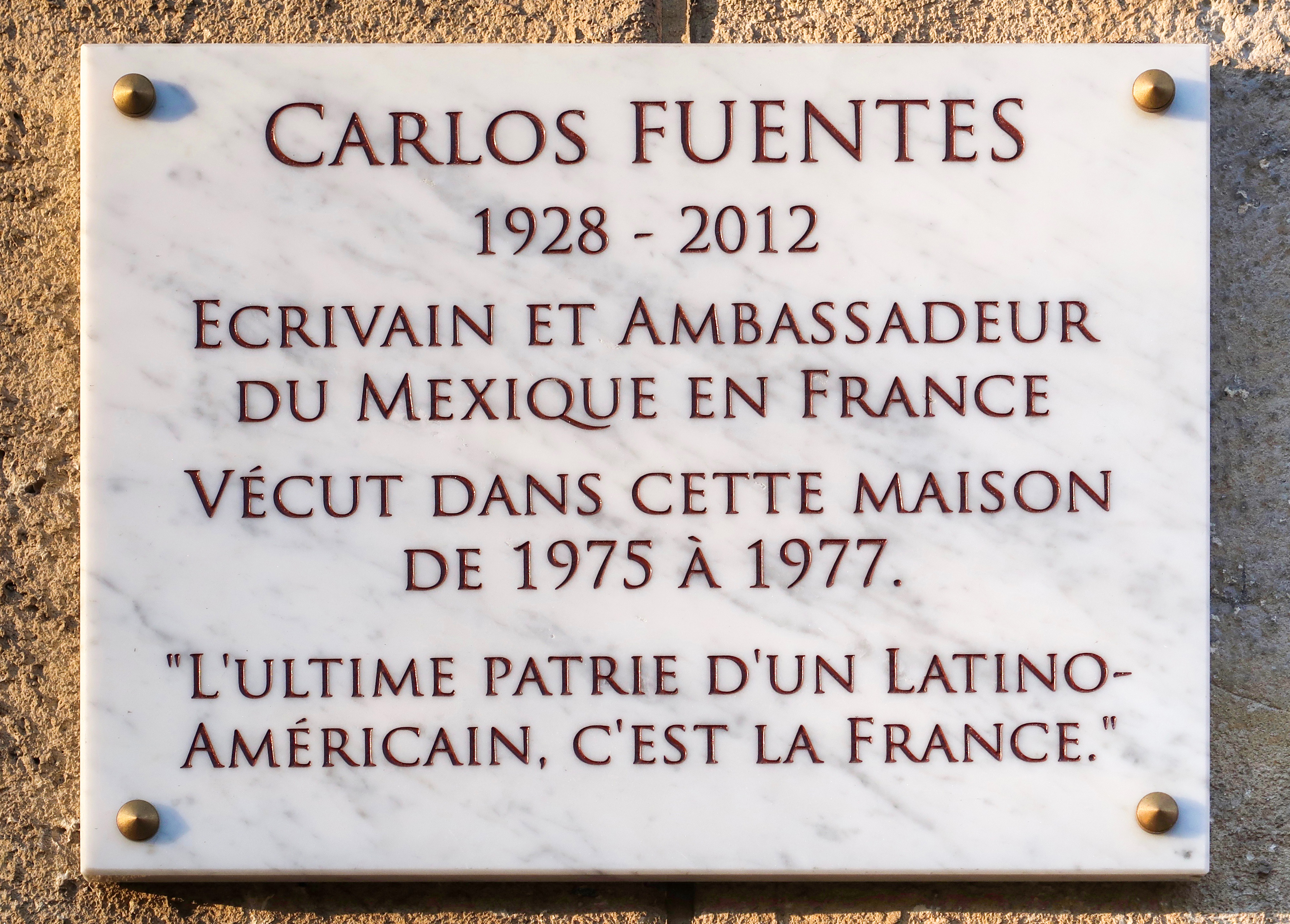
Plaque devant la résidence de l'ambassadeur du Mexique en France, 20 avenue du Président-Wilson (16e arrondissement de Paris), où il vit de 1975 à 1977.

Après ses études, il travaille pour l'État mexicain, en tant que membre de la délégation mexicaine auprès de l'Organisation internationale du travail, chargé de la presse auprès du ministère des Affaires étrangères. Il est ambassadeur du Mexique en France de 1975 à 1977. Sa carrière est desservie par son engagement politique marqué à gauche.
Il a fondé la Revue mexicaine de littérature en 1955 en collaboration avec Octavio Paz et la maison d'édition Siglo XXI.
Il a enseigné dans des universités des États-Unis comme celles de Princeton, de Brown, de Harvard et de Cambridge (en Angleterre).
Carlos Fuentes a été inhumé conformément à sa volonté auprès de ses enfants au cimetière du Montparnasse à Paris (division 4).

## Œuvre
Il commence par écrire des nouvelles et publie ainsi Jours de carnaval en 1954. Il publie son premier roman en 1958, La Plus Limpide Région, qui critique la société mexicaine. Il poursuit son œuvre avec d'autres romans comme Le Chant des aveugles, Peau neuve, Terra Nostra, La Tête de l'hydre et Le Vieux Gringo qui lui offrent une renommée internationale.
Il a également écrit  pour le théâtre avec Le borgne est roi. Il explique sa contribution pour le cinéma ainsi que la fascination qu'il en a par ces quelques phrases : « Le cinéma m’a montré ce que le roman ne peut plus être. Le cinéma a occupé un certain nombre de champs qui jusque-là appartenaient au roman traditionnel. Il n’est pas question de revenir là-dessus. À voir encore et encore des films, j’ai toujours eu l’impression que le cercle ou le chemin de la littérature de fiction devenait de plus en plus étroit. En même temps, ce fait constitue un défi extraordinaire : il s’agit de découvrir ou d’inventer ce qui ne peut être dit que par le roman, tout le reste est déjà couvert par les moyens de communication de masse, ou par des travaux spécialisés de sociologie, psychologie, etc.[réf. souhaitée] »
Il a écrit des essais critiques comme La Maison à deux portes et Cervantès ou la Critique de la lecture ainsi que des essais politiques comme Temps mexicain. Ses essais sur la politique et la culture paraissent également dans le journal espagnol El País. Il est un critique virulent de l'impérialisme culturel et économique des États-Unis, en particulier vis-à-vis de l'Amérique latine.
Son roman Terra Nostra a obtenu en 1977 le prix Rómulo Gallegos, la plus haute distinction littéraire d’Amérique latine. Carlos Fuentes a reçu en 1987 le prix Cervantes, la plus haute distinction littéraire de langue espagnole, pour l’ensemble de son œuvre.

## Christophe et son œuf
En 1987, Fuentes publie son roman Christophe et son œuf (Cristobal nonato). Le narrateur est l'enfant qui va naître le 12 octobre 1992 et qui a été conçu le 6 janvier de la même année, il raconte donc l'histoire in utero. Le roman est composé de neuf parties précédées d'un prologue (intitulé "Je suis conçu") qui raconte la conception du narrateur, Christophe - ainsi nommé en raison du concours en hommage au découvreur de l'Amérique, sur une plage d'Acapulco, par son père Angèl et sa mère Angèles, au moment où leur oncle Homéro Fagoaga passe au-dessus d'eux en déféquant sur eux.
La première partie, intitulée La douce patrie, débute avec les motifs pour concevoir ce fils aujourd'hui, puis est suivi de l'épisode simultané où l'oncle Fernando Benitez survole le Mexique en hélicoptère. Suit alors une description haute en couleur de la situation politique du Mexique en 1992, à travers la rivalité entre les deux ministres Chacon et Lopez, qui se détestent depuis jour du tremblement de terre qui a décidé de leurs orientations existentielles. Chacon institue alors une jeune femme mère du peuple - sous le nom de Mamadoc - et promet de couvrir d'honneurs l'enfant qui naîtra le 12 octobre 1992 avec le nom Christophe, en hommage au découvreur de l'Amérique. Cette première partie se termine par l'expulsion des habitants pauvres des pentes donnant sur l'océan Pacifique. Toute cette partie se dessine sur fond de misère sociale et d'exactions financières et politiques.
La deuxième partie, intitulée La sainte famille, fait le portrait de la famille du narrateur-fœtus, d'abord par le portrait d'Angèl et d'Angelès (qui est sans passé), puis des parents d'Angèl, des inventeurs qui sont morts en avalant une tortilla, ce qui a conduit le jeune Angèl chez ses tantes ultra-catholiques et son oncle Homéro - défenseur de la pureté de la langue et collaborationniste avec les États-Unis -, ce dernier étant en rivalité avec l'oncle Benitez.
La troisième partie, intitulée La belle vie, s'ouvre sur la description des casse-pieds qui squattent la vie d'Angel, le père du narrateur, et en particulier de l'effrayant Matamoros Moreno qui vient soumettre sa prose au jeune homme. Pour se tirer d'affaire face à la médiocrité du texte, celui-ci s'exile quelque temps à Oaxaca où il rencontre, dans une église, une jeune femme vaporeuse, Agueda, dont il tombe amoureux mais qui disparaît mystérieusement. Revenu à Mexico, Angel a des aventures avant de faire la connaissance de la mère du narrateur en se parlant de longs mois à l'oreille de la statue du héros national. La partie se termine par une scène chez l'oncle Homéro qui a intenté un procès à Angèl, prétendument pour sauver la fortune qu'il est en train de dilapider.
La quatrième partie, intitulée Intermède, débute le soir du Nouvel An 1992, dans une discothèque de toutes les débauches (entre autres une séance SM avec l'oncle Homéro) et se termine le lundi 6 janvier 1992 à Acapulco par une révolution menée par le groupe des Four Foutus, accompagnés d'Angel et Angeles, sous trois formes: une destruction des canalisations d'égouts, qui provoque une marée de merde; un empoisonnement à l'arsenic des touristes et des membres de la haute société; une attaque des coyotes menées par un des membres des Four Foutus.
La cinquième partie, intitulée Christophe dans les limbes, débute avec la visite que l'oncle Fernando Benitez rend aux Indiens qu'il défend depuis trente ans, avant d'être récupéré contre son gré sur ordre du président. L'intrigue se situe au mois de février, un mois environ après la conception du narrateur. L'oncle Homero, qui a survécu aux attaques (mais non son serviteur Tomasito) décide de se présenter comme sénateur et il prononce un discours à l'église d'Igulistlahuaca, discours qui provoque une sorte de révolte des Indiens dont il est sauvé in extremis par Angel, Angelès et l'oncle Fernando, sous condition de se battre pour la démocratie. Sur la route, Angel et Angelès sont violés par Matamoros, puis l'oncle Homero leur raconte comment le Département Fédéral a instrumentalisé la révolution pour écraser les velléités séparatistes d'Acapulco.
Le style de ce roman est profus, les situations sont souvent extravagantes et burlesques, à la fois dramatiques et drôles. Ainsi Florence Olivier décrit Christophe et son œuf comme un "roman carnavalesque sur la culture, la nation et le territoire mexicains démembrés et pulvérisés." Il y a une trame narrative, souvent assez ténue, qui est l'occasion pour Fuentes de digressions humoristiques, politiques et mythiques sur la situation du Mexique.

## Honneurs
- 1999 - Médaille d'Or du Círculo de Bellas Artes[4]
- 2003 - Prix Roger-Caillois pour l'ensemble de son œuvre
- 2004 - Docteur honoris causa de la Freie Universität Berlin
- 2005 - Grand prix Metropolis bleu
- 2009 - Grand-croix de l'Ordre d'Isabelle la Catholique (Gran Cruz de Isabel la Católica)
- 2010 - Grande médaille de vermeil de la Ville de Paris
- 2011 - Docteur honoris causa de l'université Bordeaux 3 Michel de Montaigne[5] , [6]

## Œuvres

### Romans, essais, théâtre et recueils de nouvelles
(Entre parenthèses les traductions des titres non publiés en français.)
- Los días enmascarados (1954) (Les jours de carnaval)
- La región más transparente (1958) La Plus Limpide Région, traduit par Robert Marrast, Paris, Gallimard, coll. « Du monde entier », 1964 ; réédition, Paris, Gallimard, coll. « Folio » no 1371, 1982
- Las buenas consciencias (1959) (Les bonnes consciences)
- La  muerte de Artemio Cruz (1962) La Mort d'Artemio Cruz, traduit par Robert Marrast, Paris, Gallimard, coll. « Du monde entier », 1966 ; réédition, Paris, Gallimard, coll. « Folio » no 856, 1976
- Aura (1962) Aura (en), dans la nouvelle édition de Chants des aveugles, traduit par Jean-Claude Andro, Paris, Gallimard, coll. « Du monde entier », 1991
- Cantar de ciegos (1964) Chant des aveugles, traduit par Jean-Claude Andro, Paris, Gallimard, coll. « Du monde entier », 1968
- Zona  sagrada (1967) Zone sacrée, traduit par Jean-Claude Andro, Paris, Gallimard, coll. « Du monde entier », 1968
- Cambio de piel (1967) Peau neuve, traduit par Céline Zins, Paris, Gallimard, coll. « Du monde entier », 1971
- Cumpleaños (1969) Anniversaire, traduit par Céline Zins, Paris, Gallimard, coll. « Du monde entier », 2011
- La nueva novela hispanoamericana (1969) (Le nouveau roman hispano-américain)
- Todos los gatos son pardos (1970) Cérémonies de l'aube, traduit par Céline Zins, Paris, Gallimard, coll. « Théâtre du monde entier », 1975
- El tuerto es rey (1970) Le borgne est roi, traduit par Céline Zins, Paris, Gallimard, coll. « Théâtre du monde entier », 1971 ; réédition, Paris, Gallimard, coll. « Le Manteau d'Arlequin », 2005
- Los reinos originarios: teatro hispano-mexicano (1971)
- Terra  Nostra (1975) Terra Nostra, traduit par Céline Zins, Paris, Gallimard, coll. « Du monde entier », 1979 ; réédition, Paris, Gallimard, coll. « Folio » no 2053, 1989
- La cabeza de la hidra (1978) La Tête de l'hydre, traduit par Jean-Francis Reille, Paris, Gallimard, coll. « Du monde entier », 1978
- Una familia lejana (1980) Une certaine parenté, traduit par Céline Zins, Paris, Gallimard, coll. « Du monde entier », 1981 ; réédition, Paris, Gallimard, coll. « Folio » no 1977, 1988
- Agua quemada (1981) Les Eaux brûlées, traduit par Céline Zins, Paris, Gallimard, coll. « Du monde entier », 1983
- Orquídeas a la luz de la luna (1982) Des orchidées au clair de lune, traduit par Céline Zins, Paris, Gallimard, coll. « Le Manteau d'Arlequin », 1984
- Gringo viejo (1985) Le Vieux Gringo, traduit par Céline Zins, Paris, Gallimard, coll. « Du monde entier », 1986 ; réédition, Paris, Gallimard, coll. « Folio » no 2125, 1990
- Cristóbal Nonato (1987) Christophe et son œuf, traduit par Céline Zins, Paris, Gallimard, coll. « Du monde entier », 1990 ; réédition, Paris, Gallimard, coll. « Folio » no 2471, 1993
- Constancia y otras novelas para vírgenes (1990) Constancia et autres histoires pour vierges, traduit par Céline Zins, Paris, Gallimard, coll. « Du monde entier », 1992
- La campaña (1990) La Campagne d'Amérique, traduit par Ève-Marie et Claude Fell, Paris, Gallimard, coll. « Du monde entier », 1994
- La Desdichada (1992) La Desdichada, traduit par Céline Zins, Paris, Gallimard, coll. « Folio 2 euros » no 4640, 2007
- El espejo enterrado (1992) Le Miroir enterré, traduit par Jean-Claude Masson, Paris, Gallimard, 1994
- El naranjo o los círculos del tiempo (1993) L'Oranger, traduit par Céline Zins, Paris, Gallimard, coll. « Du monde entier », 1995 ; réédition, Paris, Gallimard, coll. « Folio » no 2946, 1997
- Geografía de la novela (1993) Géographie du roman, traduit par Céline Zins, Paris, Gallimard, coll. « Arcades » no 52, 1997
- Nuevo tiempo mexicano (1994) Un temps nouveau pour le Mexique, traduit par Nadia Akrouf, Paris, Gallimard, 1998
- La frontera de cristal (1995) La Frontière de verre, traduit par Céline Zins, Paris, Gallimard, coll. « Du monde entier », 1999
- Diana o la cazadora solitaria (1996) Diane ou la chasseresse solitaire, traduit par Céline Zins, Paris, Gallimard, coll. « Du monde entier », 1996 ; réédition, Paris, Paris, Gallimard, coll. « Folio » no 3185, 1999
- Los años con Laura Díaz (1999) Les Années avec Laura Díaz, traduit par Céline Zins, Paris, Gallimard, coll. « Du monde entier », 2001 ; réédition, Paris, Paris, Gallimard, coll. « Folio » no 3892, 2003
- Los cinco soles de Mexico (2000) (Les cinq soleils du Mexique)
- Instinto de Inez (2001) L'Instinct d'Inez, traduit par Céline Zins, Paris, Gallimard, coll. « Du monde entier », 2003 ; réédition, Paris, Paris, Gallimard, coll. « Folio » no 4168, 2005
- En esto creo (2002) Ce que je crois, traduit par Jean-Claude Masson, Paris, Grasset, 2002
- La Silla de Águila (2003) Le Siège de l'aigle, traduit par Céline Zins, Paris, Gallimard, coll. « Du monde entier », 2005 ; réédition, Paris, Paris, Gallimard, coll. « Folio » no 4605, 2007
- Contra Bush (2004) Contre Bush, traduit par Svetlana Doubin, Paris, Gallimard, 2004
- Inquieta compañía (2004) En inquiétante compagnie, traduit par Céline Zins, Paris, Gallimard, coll. « Du monde entier », 2007. Recueil de six longues nouvelles ou courts romans : "L'amoureux du théâtre" (El amante del teatro), "La chatte de ma mère" (La gata de mi madre), "En bonne compagnie" (La buena compañía), "Calixta Brand" (Calixta Brand), "La belle au bois dormant" (La bella durmiente), "Vlad" (Vlad).
- Los 68 (2005) (Les 68)
- Todas la familias felices (2006) Le Bonheur des familles (trad. Céline Zins et Aline Schulman), Paris, Gallimard, coll. « Du monde entier », 2009, 471 p. (ISBN 9782070437764). coll. « Folio » no 5111, 2010
- Regards sur la France (2007), ouvrage collectif  (ISBN 978-2-02-057273-6)
- La voluntad y la fortuna (2008) La Volonté et la fortune, traduit par Vanessa Capieu, Paris, Gallimard, coll. « Du monde entier », 2013
- Adán en Edén (2009) Adam en Éden, traduit par Vanessa Capieu, Paris, Gallimard, coll. « Du monde entier », 2015
- Vlad (2010) Vlad, court roman uniquement traduit dans la version française du recueil Inquieta compañía (2004).
- Federico en su balcón (2012) Federico à son balcon , traduit par Vanessa Capieu, Paris, Gallimard, coll. « Du monde entier », 2018  (ISBN 978-2-07-014449-5)

### L'âge du temps
Fuentes commença à classer la totalité de son œuvre sous le nom de La edad del tiempo (L'âge du temps) dans les années 1990.

### Filmographie
- Carlos Fuentes, film réalisé par Claude Fléouter, Robert Manthoulis et Claude Goretta,  CNC, 2002 (cop. 1985), 46 min (DVD)
- Carlos Fuentes : Un voyage dans le temps, film réalisé par Valeria Sarmiento, Bibliothèque Publique d'Information, Paris, 2010 (cop. France 3, INA, Télévision Métropolana S.A. de C.V., 1998)